# Torben Krogh (chefredaktør)
 Der er flere personer med dette navn, se Torben Krogh.
Torben Krogh (født 26. august 1943 i København, død 26. juni 2007 sammesteds) var en dansk journalist, chefredaktør og forfatter. Han er far til filminstruktør Mikala Krogh.
Torben Krogh blev uddannet som journalist i 1964 på United Press Internationals kontor i København. Han var bl.a. chefredaktør på Dagbladet Information, hvor han frem til sin død fungerede som lederskribent. Torben Krogh stod desuden i spidsen for SFs forsøg på at udgive en avis, først Minavisen og senere under navnet Socialistisk Dagblad og medlem af partiets hovedbestyrelse. Han var gennem mange år politisk kommentator i Orientering på DR's P1.
Han var formand for Danmarks Journalisthøjskoles bestyrelse og for De Journalistiske Efteruddannelsers bestyrelse, ligesom han igennem mange år arbejdede i UNESCO, FN's kulturorganisation. Fra 1995 til 1997 var Torben Krogh præsident for UNESCOs 28. generalkonference. På de hjemlige breddegrader var han i 1990erne formand for den daværende mediekommission, Medieudvalget.
I 1995 blev han tildelt Publicistklubbens jubilæumspris.

## Vigtigste bogudgivelser
- Danskhedsministeren. Roman 2007
- Kampen for Folkestyret, 2001
- Farvel til partierne. Kritik af partiadfærd og den politiske beslutningsproces 1998
- Gert P. En biografi om Gert Petersen, 1987
- Viggo Hørup. Biografi 1984
- Polen 1945-1983,1984
- Nu dages det brødre. Arbejderbevægelsens historie I cop. 1982
- Ved statens Ror. Arbejderbevægelsens historie II cop. 1981
- Kampen om nyhederne, 1981
- Det sorte opgør. Biografi over Malcom X 1976
- Anslag mod statens Sikkerhed. Om Kejsergadesagen 1971
- Den amerikanske Trussel, 1970

- sammen m. Leila Krogh: Et politisk monument: Willumsen og Hørup. Om maleren og skulptøren J.F. Willumsens statue af politikeren Viggo Hørup

### Fodnoter
1. ↑  jp.dk – Arkiv
2. ↑  'tok' | information.dk